# Нарцизівка (Вінницький район)
Нарци́зівка —  село в Україні, у Липовецькій міській громаді Вінницького району Вінницької області. Населення становить 194 особи (2023)
З 12 червня 2020 року, село входить до складу Лукашівського старостату.

## Історія
Село розташоване по дорозі від Турбова до Липовця. До 2020 року входило до складу Лукашівської сільської ради. Достовірні мотиви назви села невідомі, проте є певні легенди про походження цієї назви. Припускають, що назва пов'язана з грецькою міфологією. Не відкидають версію про її «квіткове походження». Також існує припущення про зв'язок назви з польським іменем Нарцис, яке носили місцеві поміщики. старі люди стверджують до війни село називали Ксаверівка, або Шаманський хутір, адже за легендою раніше тут жив чаклун, і саме він поклав назву селу.
12 червня 2020 року, розпорядженням Кабінету Міністрів України № 707-р «Про визначення адміністративних центрів та затвердження територій територіальних громад Вінницької області», увійшло в Липовецьку міську громаду.
19 липня 2020 року, в результаті адміністративно-територіальної реформи та ліквідації Липовецького району, село увійшло до складу Вінницького району.

## Населення

### Мова
Розподіл населення за рідною мовою за даними :
| Мова       | Кількість | Відсоток |
| ---------- | --------- | -------- |
| українська | 284       | 99.65%   |
| російська  | 1         | 0.35%    |
| Усього     | 285       | 100%     |

## Відомі люди
- Пасічник Микола Іванович — український поет-гуморист.
- Пасічник Іван Микитович — Герой Соціалістичної Праці.

## Галерея

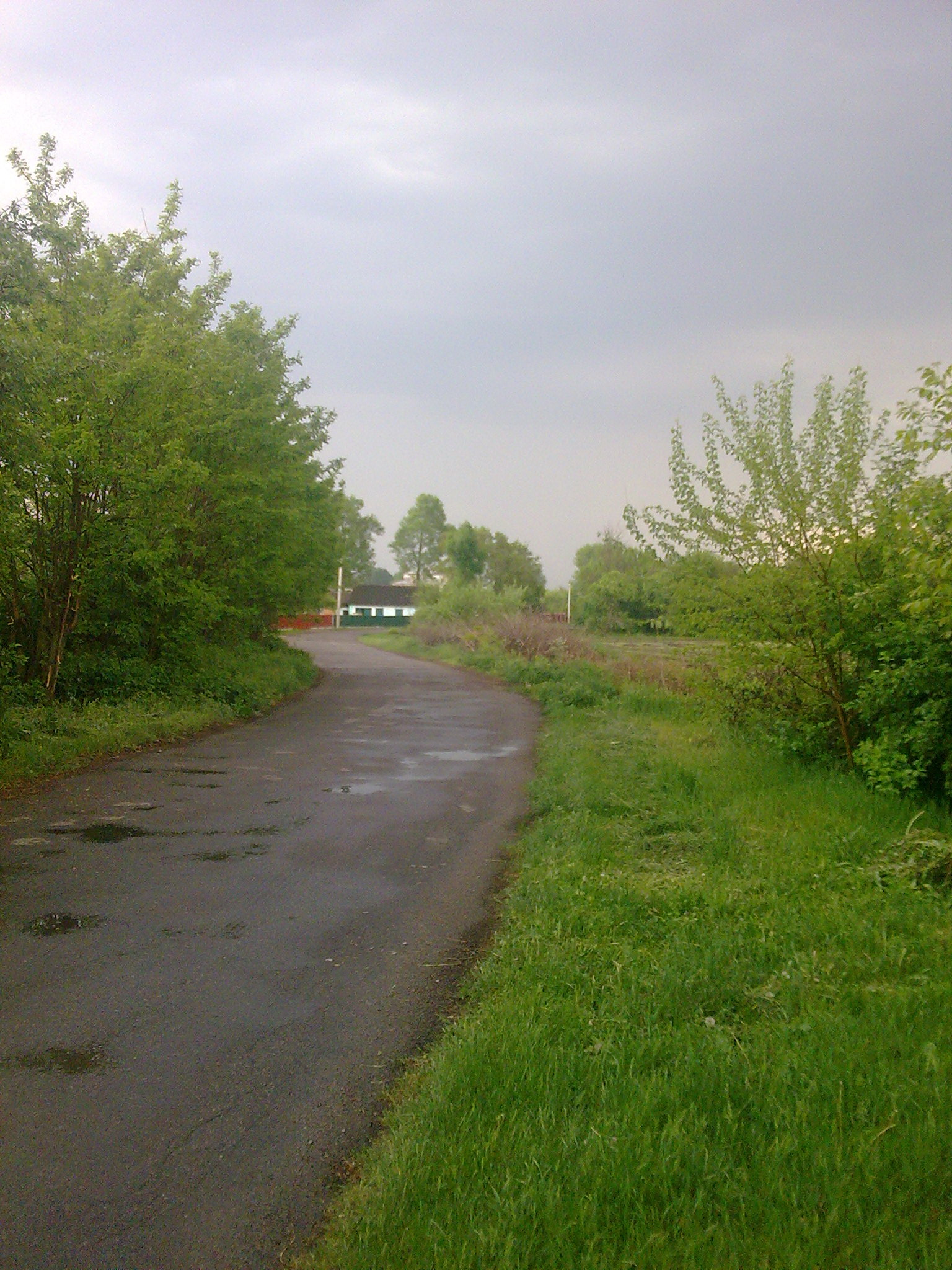
вул. Шевченка
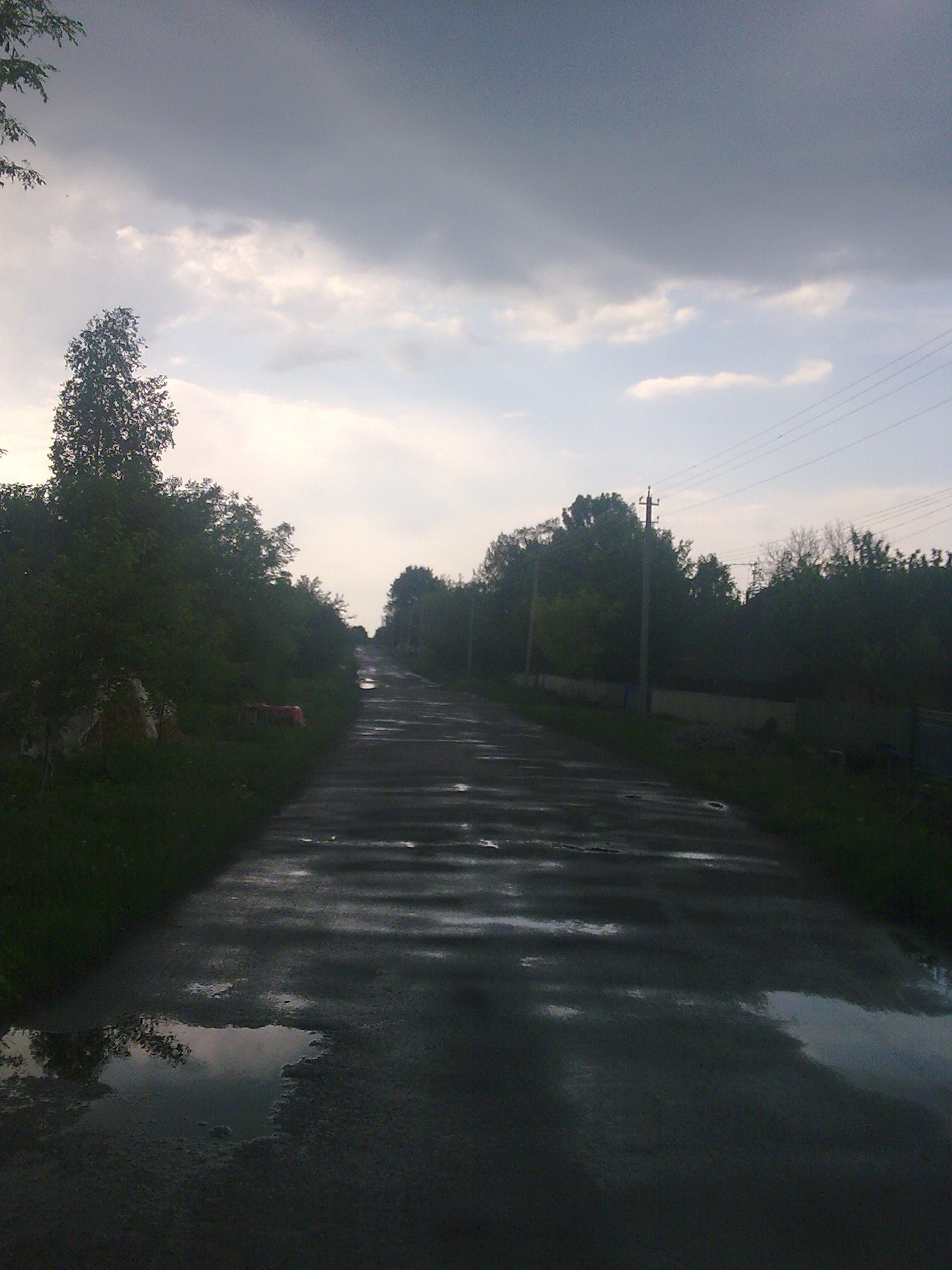
вул. Шевченка
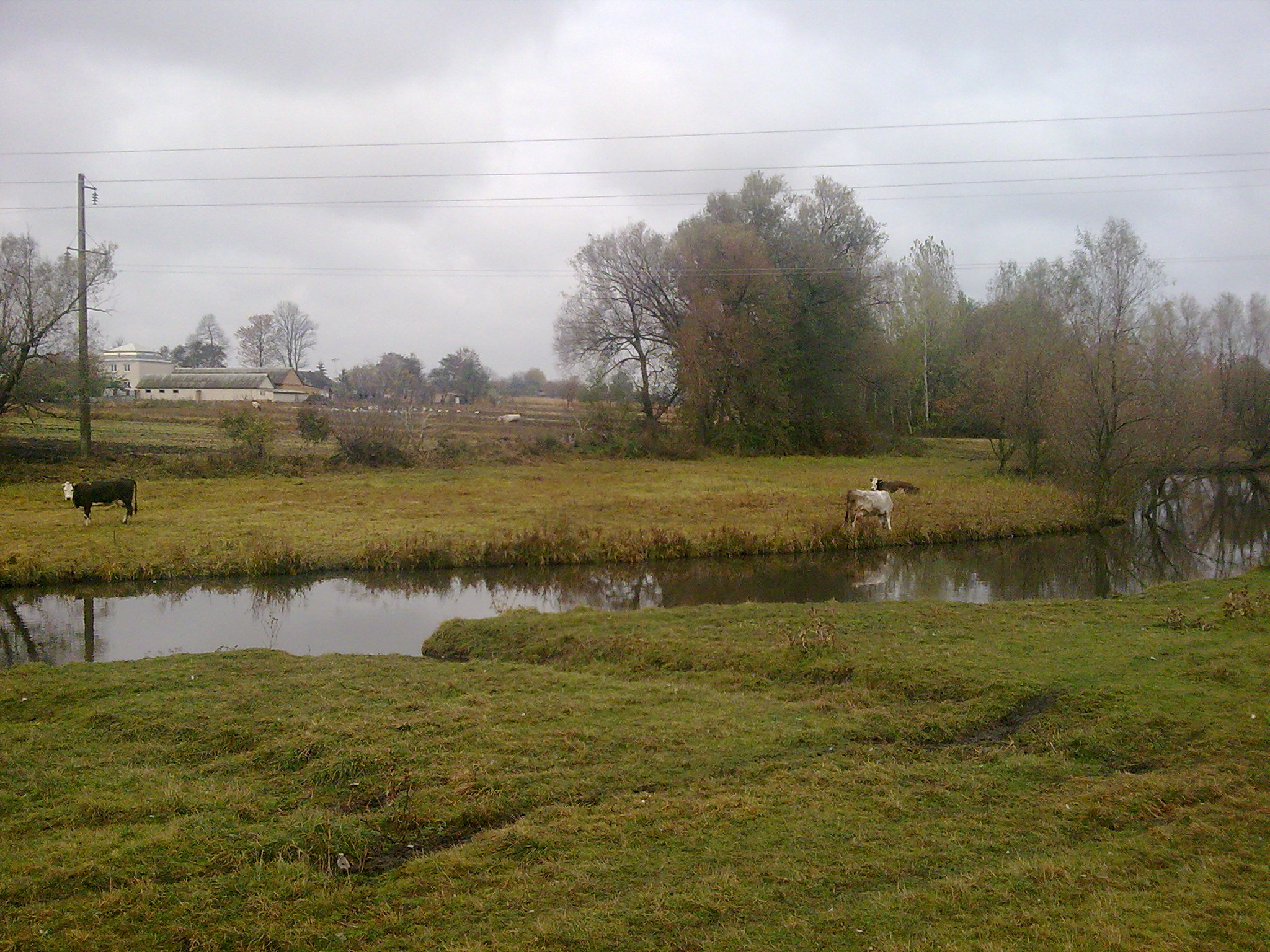
Безіменна річка, що є притокою річки Скакунка

.